# USS Bailey (DD-269)
USS Bailey (DD-269) là một tàu khu trục lớp Clemson được Hải quân Hoa Kỳ chế tạo vào cuối Chiến tranh Thế giới thứ nhất. Trong Chiến tranh Thế giới thứ hai, nó được chuyển cho Hải quân Hoàng gia Anh, được đổi tên thành HMS Reading (G71), và đã phục vụ cho đến khi xung đột kết thúc. Nó là chiếc tàu chiến thứ ba của Hải quân Hoa Kỳ được đặt tên theo Chuẩn đô đốc Theodorus Bailey (1805-1877), người từng tham gia các cuộc Chiến tranh Mexico-Hoa Kỳ và Nội chiến Hoa Kỳ.

## Thiết kế và chế tạo
Bailey được đặt lườn vào ngày 3 tháng 6 năm 1918 tại xưởng tàu Squantum Victory Yard của hãng Bethlehem Shipbuilding Corporation ở Squantum, Massachusetts. Nó được hạ thủy vào ngày 5 tháng 2 năm 1919, được đỡ đầu bởi cô Rosalie Fellows Bailey, chắt của đô đốc Bailey; và được đưa ra hoạt động vào ngày 27 tháng 6 năm 1919 dưới quyền chỉ huy của Hạm trưởng, Thiếu tá Hải quân A. Sharp.

## Lịch sử hoạt động

### USSBailey
Được phân về Hạm đội Thái Bình Dương, Bailey tiến hành các hoạt động thường lệ dọc theo vùng bờ Tây từ tháng 10 năm 1919 đến tháng 6 năm 1922. Do tình trạng bất ổn tại khu vực bờ biển phía Tây của Mexico, nó được phân công nhiệm vụ tuần tra tại đây trong một thời gian ngắn vào năm 1920. Vào ngày 16 tháng 6 năm 1922, nó được cho xuất biên chế tại San Diego, California.
Bailey được cho nhập biên chế trở lại tại San Diego vào ngày 30 tháng 9 năm 1939, và đã trình diện để phục vụ cùng Đội khu trục 72 trực thuộc Hải đội Đại Tây Dương. Nó hoạt động ngoài khơi vùng bờ Đông cho đến tháng 11 năm 1940. Vào ngày 26 tháng 11 năm 1940, nó được cho xuất biên chế tại Halifax, Nova Scotia và được chuyển cho chính phủ Anh Quốc theo Thỏa thuận đổi tàu khu trục lấy căn cứ.

### HMSReading
Được đổi tên thành HMS Reading (G71), nó được cho nhập biên chế cùng Hải quân Hoàng gia Anh vào ngày 26 tháng 11 năm 1940, và được phân về Chi hạm đội Khu trục Town 5. Nó đi đến Plymouth, Anh Quốc vào ngày 17 tháng 12 năm 1940, nơi nó được tái trang bị và cải biến tại Xưởng tàu Devonport.
Từ tháng 3 đến tháng 7 năm 1941, hoạt động từ Liverpool, Reading hộ tống các đoàn tàu vận tải vượt Đại Tây Dương. Đến tháng 7 năm 1941, nó gia nhập Đội hộ tống Newfoundland và ở lại đơn vị này cho đến tháng 5 năm 1942. Trong vai trò này, nó đã hộ tống cho thiết giáp hạm Prince of Wales đưa Thủ tướng Winston Churchill tham dự Hội nghị Newfoundland. Nó được bố trí tại vịnh Placentia cùng các tàu chiến khác của Hải quân Hoàng gia và Hải quân Hoa Kỳ làm nhiệm vụ canh phòng cho hội nghị. Sau hội nghị, nó được tạm thời phân công hộ tống vận tải vượt đại dương.
Từ tháng 5 đến tháng 10 năm 1942, Reading được đại tu tại London. Sau đó nó được tháo dỡ vũ khí và phục vụ như một tàu mục tiêu để huấn luyện máy bay tại Căn cứ Không lực Fearn, Scotland, và tiếp tục nhiệm vụ này cho đến tháng 7 năm 1945, khi nó bị tháo dỡ tại Rosyth.